# Comuna Bohdanivka, Mejova
Bohdanivka (în ucraineană Богданівка) este o comună în raionul Mejova, regiunea Dnipropetrovsk, Ucraina, formată din satele Antonivske, Bohdanivka (reședința), Ceaus, Fedorivske, Mîkolaiivka, Solone și Tarasivka.

## Demografie
Componența lingvistică a satului Bohdanivka
     Ucraineană (92,92%)
     Rusă (4,31%)
     Alte limbi (0,13%)
Conform recensământului din 2001, majoritatea populației satului Bohdanivka era vorbitoare de ucraineană (92,92%), existând în minoritate și vorbitori de rusă (4,31%).